# Mariano Mba
Mariano Magno Mba Bicoro (ur. 3 sierpnia 1999 w Malabo) – piłkarz z Gwinei Równikowej grający na pozycji bramkarza. Od 2021 jest zawodnikiem klubu CD Unidad Malabo.

## Kariera klubowa
Od 2021 roku Mariano występuje w klubie CD Unidad Malabo.

## Kariera reprezentacyjna
W 2022 roku Mariano został powołany do reprezentacji Gwinei Równikowej na Puchar Narodów Afryki 2021. Na tym turnieju nie rozegrał żadnego meczu.